# Per Sandels
Per Benjamin Sandels, född 20 oktober 1795 på Hästholmen, nuvarande Kvarnholmen, i Stockholms län, död 30 maj 1876 på Elfviks gård, Lidingö socken, Stockholms län, var en svensk bankokommissarie, kammarherre och grafiker.

## Biografi
Sandels gjorde karriär i Riksens ständers bank, där hans sista tjänst var som bankokommissarie, och han var från 1837 även i tjänst vid hovet som kammarherre. Han studerade en tid vid Konstakademien i Stockholm och arbetade huvudsakligen med litografier. Han utgav 1831–1834 fyra häften med Scener ur fält-lifvet. Sandels är representerad vid Nationalmuseum i Stockholm. 
Han var son till bergsrådet Benjamin Sandels och Brita Sofia Tidlund samt sonson till bergsrådet Samuel Sandel, adlad Sandels. Han gifte sig första gången 1828 med Maria Elisabet Claesson och andra gången 1837 med Henrika Maria Flensburg. Han var vidare bror till generalmajoren Claes Samuel Sandels och halvbror till konstnären Amalia Lindegren. Sandels är begravd på Lidingö kyrkogård.